# 여고 얄개
여고 얄개는 1977년 공개된 대한민국의 영화이다.

## 배역
- 김보연 : 신애 역
- 고아라
- 김인숙
- 김혜영
- 김정훈
- 원준